# Древнеанглийский язык
Древнеангли́йский язы́к (англ. Old English, самоназвание — Ænglisċ; также — англосаксо́нский язы́к, англ. Anglo-Saxon) — вымерший западногерманский язык, ранняя форма английского языка, которая была распространена на территории Англии и части Шотландии в раннем Средневековье. Древнеанглийский язык произошёл от языков англосаксонских переселенцев, которые появились на территории Великобритании в середине V века. Первая древнеанглийская литература появилась в середине VII века. После нормандского завоевания 1066 года языком знати на столетия стал англо-нормандский, что считается началом стремительного упадка древнеанглийского языка, так как начиная с этого периода он находится под сильным влиянием языка норманнов, что приводит к появлению среднеанглийского и раннешотландского языков.
Древнеанглийский язык произошёл из группы англо-фризских или ингвеонских диалектов, на которых говорили германские племена англов, саксов и ютов. Их язык заменил прежние языки римской Британии: общебриттский, язык кельтов, и латинский, язык местных римлян и знати после римского завоевания. Древнеанглийский язык имел четыре основных диалекта, связанных с одноимёнными англосаксонскими королевствами: нортумбрийский, мерсийский, кентский и уэссекский. На уэссекском диалекте строится литературный стандарт позднего древнеанглийского языка, хотя стандарт среднеанглийского и современного английского строится на основе мерсийского диалекта, а стандарт шотландского на основе нортумбрийского. После прихода викингов в IX веке говор восточных и северных частей Англии был подвергнут сильному влиянию древнескандинавского языка.
Древнеанглийский язык являлся западногерманским языком и, следовательно, был близок к древнефризскому и древнесаксонскому. Как и другие древние германские языки, он очень сильно отличается от современного английского и шотландского, что делает его недоступным для понимания носителями современных языков. В грамматике древнеанглийского языка слова имеют богатые словоизменения, а порядок слов намного свободней. Самая древняя английская письменность является рунической, но начиная с VIII века она стала заменяться латинским алфавитом.

## Этимология
Ænglisċ переводится как «относящийся к англам», одному из германских племён, которые поселились на острове в V веке. В IX веке все англосаксы обозначались словом Ænglisċ. Согласно гипотезе, англы получили своё имя от названия своей территории на побережье Ютландии, которая напоминала рыболовный крючок. Прагерманское *anguz также имело значение «узкий», которое могло относится к мелководью возле побережья. Это слово восходит к праиндоевропейскому *h₂enǵʰ-, которое тоже обозначает «узкий».
Другая теория связывает значение «узкий» с рыбалкой. В английском языке слово angling «рыбалка» происходит от древнеанглийского слова angol «крюк», которое происходит от праиндоевропейского корня, обозначающего «угол, изгиб». Семантическая связь в том, что рыболовный крючок изогнут под углом. В любом случае, англов могли назвать так, потому что они были рыбаками или происходили от рыбаков, а «Англия» может обозначать «земля рыбаков», а «английский» может обозначать «язык рыбаков».

## История

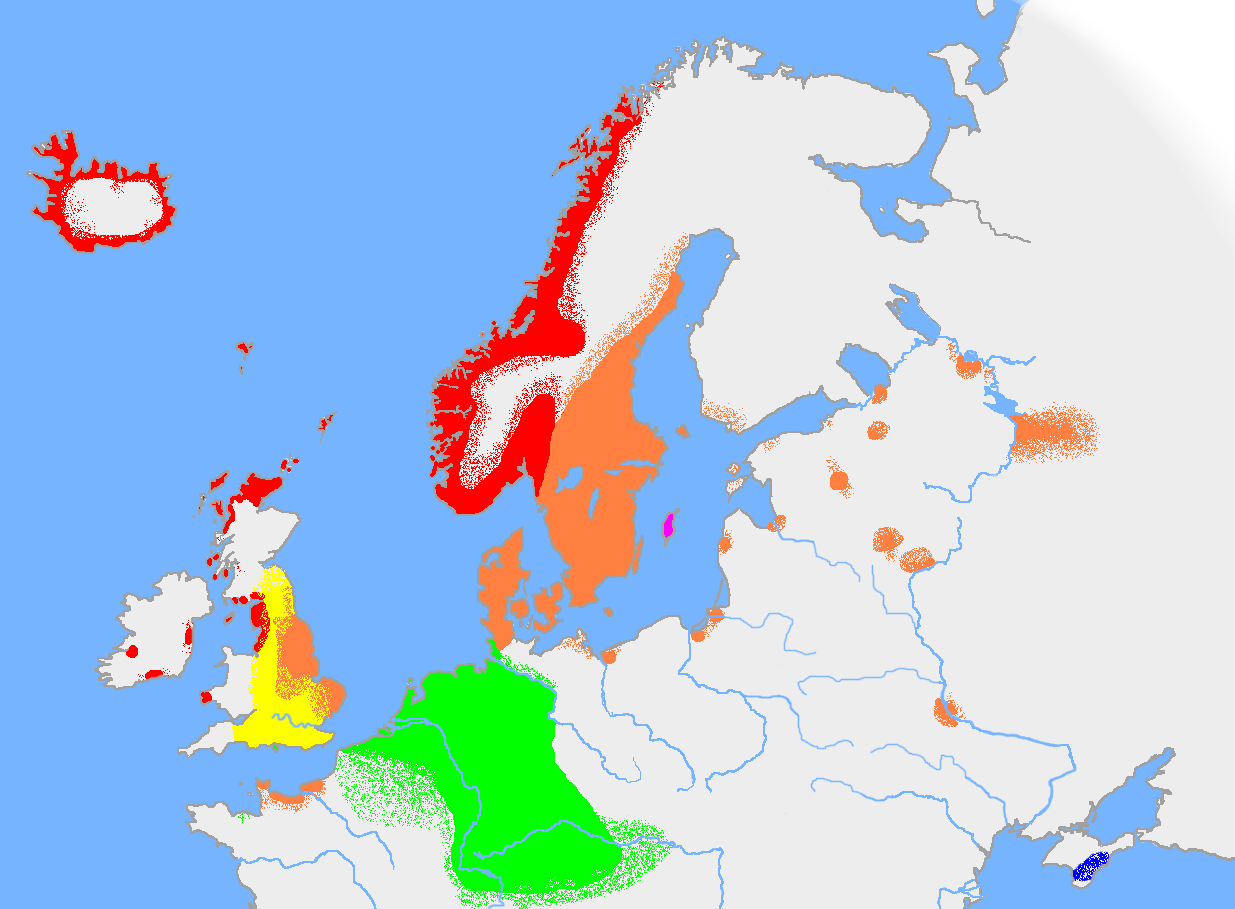
Германские языки в начале X века:
Западные диалекты древнескандинавского
Восточные диалекты древнескандинавского
древнегутнийский
древнеанглийский
континентальные западногерманские языки (древнефризский, древнесаксонский, древненидерландский, древневерхненемецкий)
крымско-готский

Древнеанглийский динамично развивался на протяжении семи веков, начиная с англосаксонского заселения в V веке, и заканчивая нормандским завоеванием XI века. Точное время начала англосаксонского заселения и начало среднеанглийского периода установить невозможно, но Альберт Бо датирует древнеанглийский период 450—1150 годами. Около 85 % древнеанглийских слов более не используются в современном английском, но оставшиеся 15 % составляют его основу.
Древнеанглийский язык произошёл из группы англо-фризских или ингвеонских диалектов V века. На нём говорили в англосаксонских королевствах, которые в X веке стали единым королевством Англия. Территория англосаксонских королевств включала современную Англию, за исключением Корнуолла, и юго-восточную часть современной Шотландии, которая принадлежала Нортумбрии. В то же время на острове продолжали использоваться кельтские языки: древнеирландский и пиктский на территории Шотландии, средневековый корнский в Корнуолле и прилегающем Девоне, камбрийский в Камбрии и древневаллийский в Уэльсе. Викинги также принесли древнескандинавский на территорию Денло.
Христианизация принесла грамотность в англосаксонскую Англию VII века. Самой старой древнеанглийской литературой является «Гимн Кэдмона», который был составлен в период c 658 по 680 год и перенесён на бумагу в начале XIII века. Также суть рунические памятники V—VII веков, но первый осмысленный рунический текст, на лареце Фрэнкса, датирован началом VIII века. Тогда же появился древнеанглийский латинский алфавит.
Когда Альфред Великий объединил некоторые англосаксонские королевства в конце IX века, древнеанглийский был стандартизирован на основе раннего уэссекского диалекта. Альфред развивал англосаксонскую культуру и настаивал на знании двух языков в своём королевстве: латинского и древнеанглийского, в результате чего многие тексты на латыни были переведены на древнеанглийский, некоторые, как например трактат «Pastoral Care» Григория I, им лично. Стало возрастать количество прозы.
Литературный стандарт конца X века, который был разработан епископом Этельвольдом Уинчестерским, получил поддержку от других авторов, таких как Эльфрик Грамматик. Этот стандарт, называемый уинчестерским или поздним уэссекским, считается классическим. Он сохранился вплоть до нормандского завоевания, после чего древнеанглийский не имел стандартизированного вида.
Историю древнеанглийского можно разделить на:
- Прото-английский (450—650). В этом периоде древнеанглийский является реконструированным языком, так как количество рунических текстов очень ограниченное. Этот язык, как и группу схожих диалектов англов, саксов и ютов, также называют примитивным древнеанглийским[11].
- Ранний древнеанглийский (650—900). Это период самых древних текстов и авторов, таких как Кэдмон, Беда, Кюневульф и Альдхельм.
- Поздний древнеанглийский (900—1170). Это финальная стадия языка, которая после нормандского завоевания быстро перешла в ранний среднеанглийский язык.

После древнеанглийского языка в Англии появился среднеанглийский (XII—XV века), ранненовоанглийский (1480—1650) и современный английский язык (1650 — н. в.). В Шотландии после древнеанглийского языка был раннешотландский (до 1450 года), среднешотландский (1450—1700) и современный шотландский (1700 — н. в.).

## Диалекты

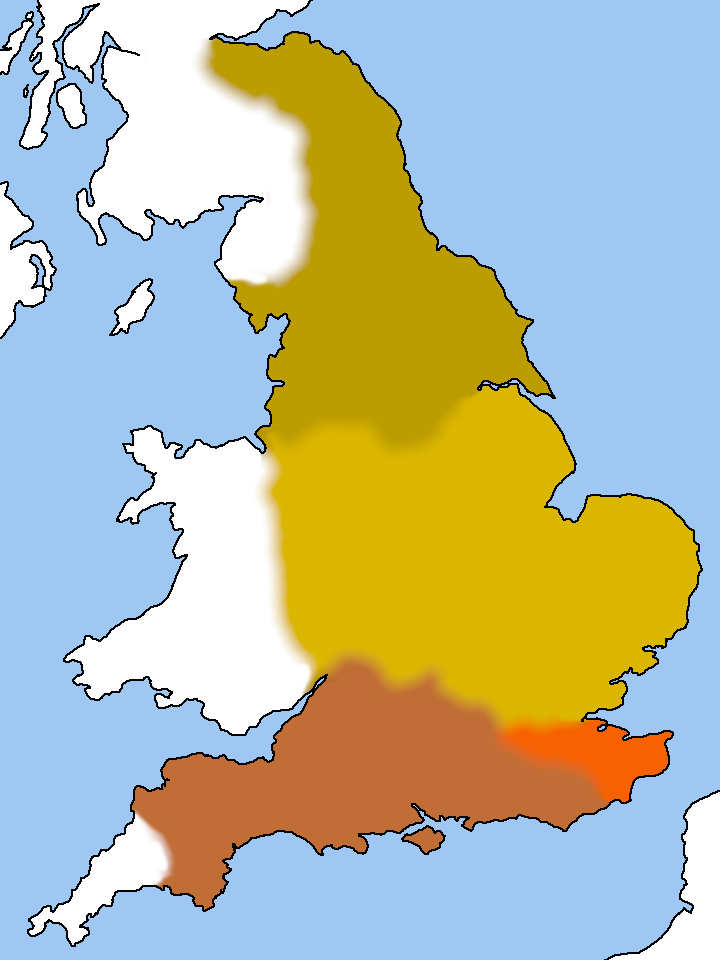
Диалекты древнеанглийского в 800 году:
нортумбрийский
мерсийский
кентский
уэссекский

Как и современный английский, древнеанглийский отличался от места к месту. Несмотря на разнообразность диалектов германских переселенцев, которые заселили Англию и юго-восточную Шотландию, протоанглийский можно реконструировать как довольно целостный язык. Диалектные различия в большей части сформировались после прихода англосаксов на остров. Хотя начиная с X века появился письменный стандарт, основанный на уэссекском диалекте, который использовался во всей англосаксонской Англии, речь населения продолжала сохранять различия, которые сохранятся в среднеанглийском и, в некоторой степени, в современном английском.
Основными диалектами древнеанглийского были: нортумбрийский, мерсийский, кентский и уэссекский. Нортумбрийский и мерсийский вместе иногда называют англским. Нортумбрийский был распространён от Ферт-оф-Форта до Хамбера. Мерсийский простирался от Хамбера до Темзы. Уэссекский был расположен к югу от Темзы, а кентский был на территории одноимённого современного графства. Кент, заселённый ютами, является наиболее скудным на памятники литературы. Уэссекский диалект делится на ранний и поздний. Хогг предложил использовать термины «альфредо-саксонский» и «этельвольдо-саксонский», чтобы наивный читатель не предположил, что они хронологически связаны.
Каждый из четырёх диалектов отождествляется с одноимёнными королевствами. Нортумбрия, к югу от Тайна, и большая часть Мерсии были покорены викингами в IX веке. Оставшаяся часть Мерсии и Кент были интегрированы в Уэссекс при короле Альфреде Великом. С тех пор уэссекский диалект стал литературным стандартом всей англосаксонской Англии, а некоторые тексты на латыни были переведены на древнеанглийский.
Поздний уэссекский стандарт не является прямым продолжением раннего уэссекского. Например, дифтонг /iy/ в ранним уэссекском чаще писался как /i/, но в позднем уже как /y/.
Из-за централизации власти и ущерба, нанесённого викингами, после объединения Англии на всех диалектах, кроме уэссекского, практически перестали писать. Но некоторое влияние мерсийского на уэссекский заметно в переводах с латыни, что связывают с наличием мерсийских переводчиков у Альфреда. На других диалектах продолжали говорить, о чём свидетельствуют диалектные различия среднеанглийского и современного английского. Литературные стандарты среднеанглийского и современного английского основаны не на уэссекском диалекте, а на мерсийском, в то время как стандарт шотландского языка происходит от нортумбрийского диалекта. Из-за близкого расположения к центру Уэссекса, остатки англосаксонского акцента, идиом и словарного запаса лучше всего сохранились в диалекте Уэст-Кантри.

## Влияние других языков

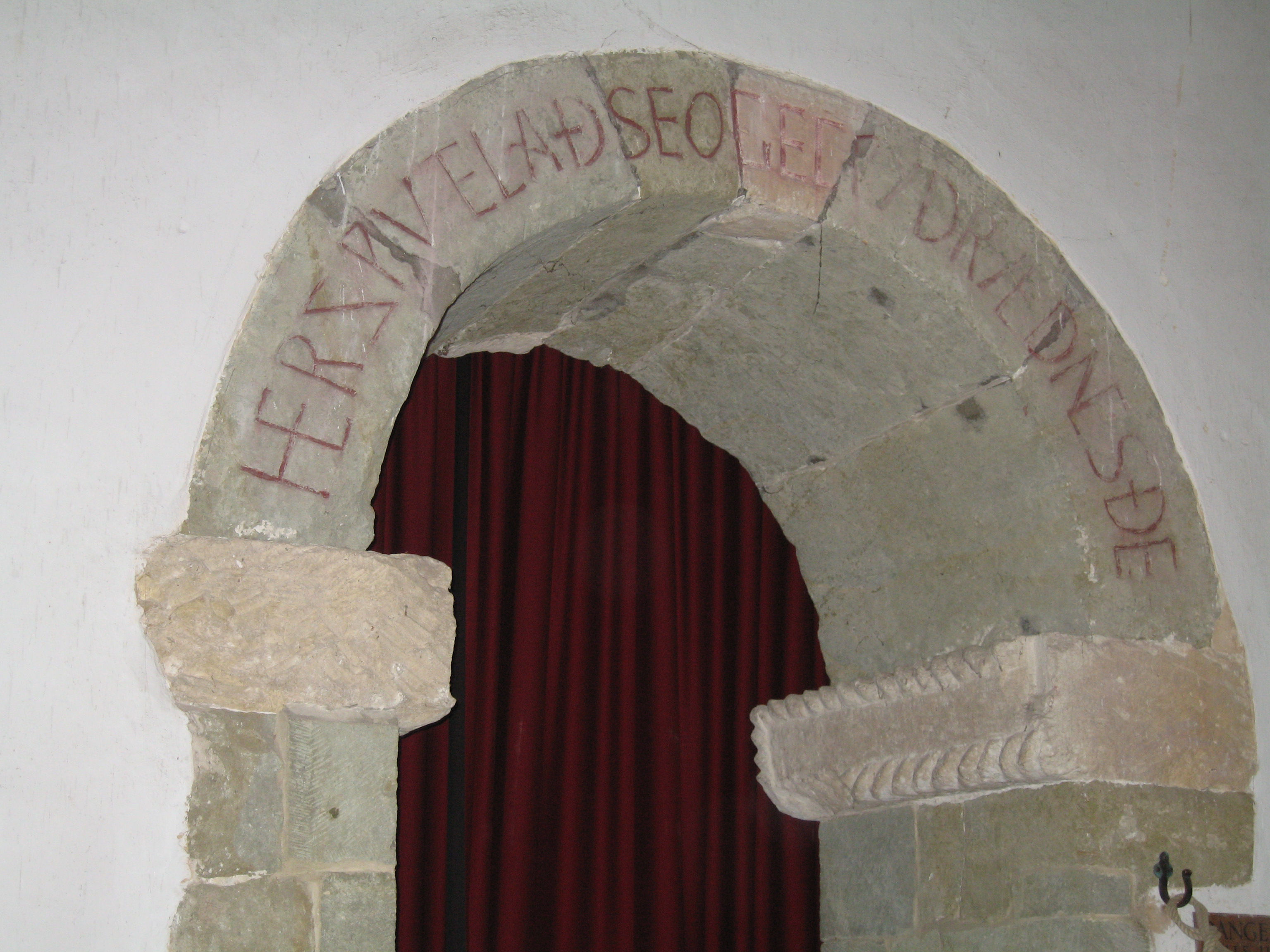
HER SǷUTELAÐ SEO GECǷYDRÆDNES ÐE («Здесь открывается слово тебе»). Древнеанглийская надпись над аркой южного портика в приходской церкви святой Марии X века в Бриморе, Гэмпшир

### Кельтские языки
Древнеанглийский язык не подвергся сильному влиянию кельтских языков, которые он по большей части заменил на Британских островах. Число кельтских заимствований очень мало, хотя некоторые слова и термины топонимики всё же присутствовали в западных регионах (Камбрия, Девон и Уэльс). Также имеют место некоторые предположения о влиянии кельтских языков на синтаксис в среднеанглийский период: например, на категорию длительности, на аналитичность, и на развитие описательного вспомогательного глагола do. Эти теории не получили поддержки большинства лингвистов, так как указанные процессы произошли значительно позже активного контакта английского с кельтскими языками, а похожие конструкции наблюдаются и в других германских языках.

### Латинские языки
Древнеанглийский язык имел ограниченное количество заимствований из латинского, который в те времена был лингвой франкой Западной Европы. На основании фонологических процессов иногда можно предположить когда конкретное слово было заимствовано. Некоторые заимствования появились ещё задолго до прибытия германцев на остров. Большое число слов было заимствовано в период христианизации, когда говорящие на латыни священники принесли новую терминологию. Христианские миссионеры также принесли латинский алфавит, адаптировав его под местную речь, заменяя руническое письмо. Наибольшее число латинских заимствований, чаще всего из старофранцузского, пришло в древнеанглийский после нормандского завоевания, но они скорее относятся к среднеанглийскому периоду.

### Древнескандинавский язык
Другим источником заимствований был древнескандинавский, который стал контактировать с древнеанглийским на территории Денло в конце IX века, а также при правлении Кнуда и других данов в XI веке. Многие ойконимы северной и восточной Англии имеют скандинавское происхождение. Но такие заимствования всё же редки в литературе за пределами терминов управления и администрации. Литературный стандарт древнеанглийского был основан на диалекте Уэссекса, который находился за пределами скандинавского влияния. Древнескандинавский больше всего повлиял на говоры северной и восточной Англии. Среднеанглийский стандарт был основан на мерсийском диалекте, где влияние древнескандинавского было более заметно. Современный английский имеет множество скандинавских слов, которые используются каждый день. Упрощение английской грамматики также связано с древнескандинавским влиянием.
Древнескандинавский сделал английский более аналитическим и менее синтетическим языком. Он, скорее всего, оказал большее влияние на английский, чем любой другой язык. Из-за интенсивной коммуникации между викингами и местными англосаксами утрачивались окончания слов.

Симеон Поттер пишет:
Не менее сильным было влияние скандинавского на окончания английского языка, ускорившее исчезновение грамматических форм, которое постепенно распространялось с севера на юг. В конце концов, это было благотворное влияние. Выигрыш был больше, чем потеря. Выигрыш был в прямоте, ясности и силе.
Сила скандинавского виляния наиболее заметна в самых важных аспектах языка: в местоимениях, модальности, сравнениях, местоименных наречиях, союзах и предлогах. Самым лучшим свидетельством скандинавского влияния являются заимствования, так как Есперсен замечает, что никакой текст Скандинавии или Англии того времени не показывает влияния на синтаксис. Влияние древнескандинавского было существенным, повсеместным и носило демократичный характер. Оба языка были похожи и носители могли более-менее понимать друг друга. Со временем словоизменения исчезли и появилась аналитичность. Важно понимать, что различия двух языков были преимущественно в словоизменениях. Корни слов были понятны практически всеми носителями. Из-за этого на территории Денло окончания стали опускаться и, затем, полностью исчезли.

## Фонология
|               | Губно-губные | Губно-зубные | Зубные | Альв. | Пост-альв. | Палат. | Заднеяз. | Глотт. |
| ------------- | ------------ | ------------ | ------ | ----- | ---------- | ------ | -------- | ------ |
| Взрывные      | p b          |              |        | t d   |            |        | k (ɡ)    |        |
| Носовые       | m            |              |        | (n̥) n |            |        | (ŋ)      |        |
| Аффрикаты     |              |              |        |       | ʧ (dʒ)     |        |          |        |
| Фрикативные   |              | f (v)        | θ (ð)  | s (z) | ʃ          | (ç)    | x ɣ      | (h)    |
| Аппроксиманты |              |              |        | (l̥) l |            | j      | (ʍ) w    |        |
| Дрожащие      |              |              |        | (r̥) r |            |        |          |        |

Звуки в скобках в таблице признаны фонемами:
- [dʒ] является аллофоном /j/, когда он стоит после /n/ или когда он удвоенный.
- [ŋ] является аллофоном /n/, когда он стоит перед [k] или [ɡ].
- [v, ð, z] являются звонкими аллофонами /f, θ, s/ между гласными или между звонким согласным и гласной, если предыдущий звук был под ударением.
- [h, ç] являются аллофонами /x/ в начале слова или после гласных переднего ряда соответственно.
- [ɡ] является аллофоном /ɣ/ после /n/ или при удвоении[32][33]. В позднем древнеанглийском [ɡ] стал также произноситься в начале слова, превращаясь в фонему.
- Глухие сонорные [w̥, l̥, n̥, r̥] появляются после [h][34][35] в последовательности /xw, xl, xn, xr/.

Вышеописанная система в целом похожа на систему согласных современного английского языка, за исключением того, что [ç, x, ɣ, l̥, n̥, r̥] и [w̥], для большинства носителей, исчезли, в то время как некоторые звонкие аффрикаты и фрикативные, включая /ʒ/, стали самостоятельными фонемами, как и /ŋ/.
|                | Передний ряд | Передний ряд | Задний ряд | Задний ряд |
| -------------- | ------------ | ------------ | ---------- | ---------- |
| неогубленный   | огубленный   | неогубленный | огубленный |            |
| Верхний подъём | i iː         | y yː         |            | u uː       |
| Средний подъём | e eː         |              |            | o oː       |
| Нижний подъём  | æ æː         |              | ɑ ɑː       | (ɒ)        |

Огублённый гласный заднего ряда нижнего подъёма [ɒ] был аллофоном короткого звука /ɑ/ под ударением перед носовыми согласными /m/ и /n/. Он писался через a или o.
Англские диалекты сохранили огублённый гласный переднего ряда среднего подъёма /ø(ː)/, который пишется через oe или œ. Этот звук произошёл от i-умлаута звука /o(ː)/. В уэссекском и кентском диалектах он уже стал произноситься как /e(ː)/ до первых сохранившихся текстов.
| Первый элемент | Короткие (одноморные) | Длинные (биморные) |
| -------------- | --------------------- | ------------------ |
| Верхний подъём | iy̯                    | iːy̯                |
| Средний подъём | eo̯                    | eːo̯                |
| Нижний подъём  | æɑ̯                    | æːɑ̯                |

Другие диалекты имели свою систему дифтонгов. Например, нортумбрийский диалект сохранил /i(ː)o̯/, который уже стал /e(ː)o̯/ в уэссекском.

### Изменения звуков
Основные изменения звуков по сравнению с празападногерманским были следующими:
- Переход от [ɑ(ː)] к [æ(ː)], за исключением когда он назализирован или за ним следует носовой согласный («англо-фризское просветление»). Иногда сохраняется в некоторый позициях более поздним «a-восстановлением» или стягиванием.
- Становление дифтонга [ai] монофтонгом и последующее преобразование оставшихся дифтонгов по типу высота-гармония.
- Дифтонгизация гласных переднего ряда в некоторых позициях.
- Палатализация заднеязычных [k], [ɡ], [ɣ], [sk] в [tʃ], [dʒ], [j], [ʃ] в некоторых позициях возле переднего ряда.
- I-мутация, например, из-за неё в современном английском множественное число от слова mouse «мышь» — mice.
- Потеря некоторых слабых гласных в середине и конце слова, уменьшение оставшихся безударных гласных.
- Дифтонгизация некоторых гласных перед некоторыми согласными, когда они предшествуют гласным заднего ряда.
- Потеря /x/, между гласными или между звонкой согласной и гласной, с удлинением предшествующей гласной.
- Слитие двух последовательных гласных в одну.
- Палатальный умляут, от которого произошло написание слова six («шесть») в современном английском.

### В русской лингвистике
В русской лингвистике существует альтернативный взгляд на процесс палатализации и ассибиляции. Согласно ему, переход заднеязычных [k’, sk’, g’] в [tʃ, ʃ, dʒ] полностью завершился только в среднеанглийский период.

## Грамматика

### Морфология
Существительные склоняются по четырём падежам: именительному, винительному, родительному и дательному; имеют три рода: мужской, женский и средний; два числа: единственное и множественное; и бывают сильными или слабыми. Творительный падеж у существительных присутствует только в ранних рунических текстах и заметен только в мужском и среднем роде единственного числа. Только местоимения и сильные прилагательные сохранили отдельный творительный падеж. Также суть доказательства, что в раннем нортумбрийском диалекте был шестой падеж — местный. Этими доказательствами являются рунические тексты, например ᚩᚾ ᚱᚩᛞᛁ on rodi «на кресте».
Прилагательные согласуются с существительными в падеже, роде и числе, а также могут быть сильными или слабыми. Местоимения и, иногда, причастия также согласуются в падеже, роде и числе. Личные местоимения первого и второго лица имеют двойственное число. Определённый артикль sē и его склонения служат также указательными прилагательными и указательными местоимениями. Другими указательными местоимениями являются þēs «этот» и ġeon «оный». Эти слова склоняются по падежу, роду и числу. Слабые прилагательные используются сразу после притяжательных местоимений и форм определённого артикля sē. В остальных случаях используются сильные прилагательные.
Глаголы спрягаются по трём лицам: первому, второму и третьему; двум числам: единственному и множественному; двум временам: настоящему и прошлому; трём наклонениям: изъявительному, сослагательному и повелительному, бывают сильными, где проявляется умляут, и слабыми, а также имеют две формы инфинитива: чистую и супин. Причастия и сослагательные наклонения имеют формы настоящего и прошедшего времени. Финитные глаголы согласуются с подлежащим в лице и числе. Будущее время, пассивный залог и другие виды формируются составными глаголами. Адлоги в основном стоят из предлогов, но послелоги после дополнений тоже встречаются. Если дополнение стоит в дательном падеже, то адлог может стоять где угодно в предложении.
Остатками древнеанглийской системы падежей в современном английском являются склонения некоторых местоимений (I/me/mine, she/her, who/whom/whose) и притяжательное окончание -'s, которое происходит от окончания мужского и среднего рода родительного падежа существительных -es. Окончание множественного числа существительных -(e)s происходит от древнеанглийского -as, которое применялось к сильным существительным мужского рода именительного и винительного падежа. Существительные имели три рода, от которых в современном английском сохранился лишь средний. Род мог соответствовать полу, но иногда они вступали в противоречие, например слово ƿīf «женщина» имело средний род.
Древнеанглийские структуры составных глаголов являются предками структур образования времён современного английского. В древнеанглийском были сильные глаголы, в которых происходили изменения корневой гласной, и слабые глаголы, которые сохраняли свою корневую гласную в спряжениях. Эти глаголы стали называться неправильными и правильными в современном английском. Уже в древнеанглийском количество сильных глаголов уступало количеству слабых и продолжало уменьшаться.

### Синтаксис
Синтаксис древнеанглийского напоминал синтаксис современного английского, но из-за большей словоизменяемости порядок слов был более свободным.
- Глагол стоял после подлежащего, а в придаточных предложениях глагол стоял на последнем месте[40].
- Не было аналога описательного вспомогательного глагола do. В вопросах была инверсия подлежащего и сказуемого, а в отрицаниях перед сказуемым ставилась частица ne.
- Отрицания могли накладываться для усиления друг друга.
- В придаточных предложениях типа «когда А, Б» («Когда я приду домой, я съем ужин») не использовался wh-тип склонения, а использовался th-тип соотносительных союзов, таких как þā, иначе они переводятся как «затем» («þā А, þā Б» в значении «когда А, Б»). Wh-тип использовался только для вопросов и как неопределённое местоимение.
- Также, слова wh-типа не использовались как относительные местоимения. Вместо них использовалось несклоняемое þe, после, или вместо, которого используется форма артикля sē.

## Орфография

Англосаксонские руны, на которых писали до введения латиницы

Изначально древнеанглийский писался рунами при помощи футарка, набора из двадцати четырёх рун, которые произошли от старшего футарка, и ещё пяти рун, отражающих гласные, при этом были возможны и дополнительные руны. В VIII веке руническая система стала вытесняться минускульным полуунциалом латинского письма, который принесла гиберно-шотландская миссия. Он был заменён островным пошибом, более скорописной и заострённой версией полуунциала. В конце XII века островной пошиб был заменён каролингским минускулом.
Латинский алфавит в то время не имел букв j и w, а v не отличалась от u. Буквы k, q и z использовались редко. К оставшимся двадцати буквам добавлялись ещё четыре: æ, ð, þ и ƿ. Последние две произошли из футарка. Некоторые пары букв были диграфами, представляя один звук. Также был тиронов знак ⁊ «эт», который использовался для сокращения союза «и». Также присутствовало сокращение ꝥ «торн со штрихом», которое сокращало местоимение þæt. Макроны над гласными в древнеанглийский период не ставились для обозначения долготы, как в современных изданиях, а ставились для обозначения ударения или для сокращения последующих m или n.
Современные издания вводят некоторые поправки к орфографии древнеанглийского периода, используя современные формы латинский букв: g вместо ᵹ «островной G», s вместо ꞅ «островной S» и ſ «длинной S», а также современные формы букв e, f и r. Макроны над гласными ставятся для обозначения долготы, в то время как в древнеанглийский период долгие и краткие гласные на письме не отличались, хотя в некоторых поздних манускриптах использовался акут для соответствия древнескандинавской орфографии. Также современные издания различают заднеязычные и палатальные c и g, ставя над палатальными точки: ċ и ġ. Буква ƿ чаще всего заменяется w, но æ, ð и þ сохраняются, хотя ð может заменяться на þ.
В отличие от орфографии современного английского, орфография древнеанглийского была последовательной и с предсказуемым соответствием между буквой и фонемой. Практически не было непроизносимых букв, например, в слове cniht (/knixt ~ kniçt/) обе буквы c и h произносились, в отличие от knight (/naɪt/) в современном английском.
| Буква | Варианты в современных изданиях | Транскрипция МФА                                                   | Описание и примечания |
| ----- | ------------------------------- | ------------------------------------------------------------------ | --- |
| a     | a                               | /ɑ/                                                                | Перед m и n в ударных слогах был короткий аллофон [ɒ], из-за чего слово «земля» могло писаться как land или lond. |
| a     | ā                               | /ɑː/                                                               | Макрон используется в современных изданиях для обозначения долгой гласной. |
| æ     | æ                               | /æ/                                                                | До 800 года мог использоваться диграф ae. |
| æ     | ǣ                               | /æː/                                                               | Макрон используется в современных изданиях для обозначения долгой гласной. |
| æ     | ę                               | /æ/, /æː/                                                          | В кентских манускриптах VIII века использовалась форма æ без верхнего крючка над a. Неизвестно, передавала ли эта буква звук /æ/ или /e/. Буква ę используется в современных изданиях для замены этой формы æ. |
| b     | b                               | /b/                                                                | |
| b     | b                               | [β] (аллофон /b/)                                                  | Произносился только во времена самых ранних текстов, позже совпал с [v]. |
| c     | c                               | /k/                                                                | Звук /tʃ/ в современных изданиях передаётся диакритическими знаками: чаще всего ċ, иногда č или ç. Перед согласными произносился всегда /k/. В конце слова, после /i/ звук всегда /tʃ/. В иных случаях надо знать историю конкретного слова, но /tʃ/ чаще всего встречается перед гласными переднего ряда, за исключением /y/. |
| c     | ċ                               | /tʃ/                                                               | Звук /tʃ/ в современных изданиях передаётся диакритическими знаками: чаще всего ċ, иногда č или ç. Перед согласными произносился всегда /k/. В конце слова, после /i/ звук всегда /tʃ/. В иных случаях надо знать историю конкретного слова, но /tʃ/ чаще всего встречается перед гласными переднего ряда, за исключением /y/. |
| cg    | cg                              | [ɡ] (после /n/), [ɡɡ] (между гласными; редко)                      | Прагерманское *g было палатализированно в период западногерманского удвоения, в результате чего оно стало удвоенным звуком [ddʒ], который был аллофоном /jj/. Звук [ɡɡ], который являлся аллофоном /ɣɣ/, был редок, а слова в которых он есть, например frocga «лягушка», имеют неясную этимологию. Также были и другие варианты написания: gg, gc, cgg, ccg и gcg. После n, /j/ заменялся аллофоном [dʒ], а /ɣ/ заменялся аллофоном [ɡ]. Иногда встречались необычные написания: ncg, ngc и ncgg. Добавление c после g, как например cynincg или cyningc вместо cyning, может означать, что произносился звук /g/, а не /ɣ/. Написание cyninc также встречается. Палатализированные звуки передаются точками над c и g: nċġ, nġċ и ċġ. |
| cg    | ċġ                              | [dʒ] (после /n/), [ddʒ] (между гласными)                           | Прагерманское *g было палатализированно в период западногерманского удвоения, в результате чего оно стало удвоенным звуком [ddʒ], который был аллофоном /jj/. Звук [ɡɡ], который являлся аллофоном /ɣɣ/, был редок, а слова в которых он есть, например frocga «лягушка», имеют неясную этимологию. Также были и другие варианты написания: gg, gc, cgg, ccg и gcg. После n, /j/ заменялся аллофоном [dʒ], а /ɣ/ заменялся аллофоном [ɡ]. Иногда встречались необычные написания: ncg, ngc и ncgg. Добавление c после g, как например cynincg или cyningc вместо cyning, может означать, что произносился звук /g/, а не /ɣ/. Написание cyninc также встречается. Палатализированные звуки передаются точками над c и g: nċġ, nġċ и ċġ. |
| d     | d                               | /d/                                                                | В самых древних текстах представляла также звук /θ/. |
| ð     | ð, þ                            | /θ/, включая аллофон [ð]                                           | Называлась ðæt «фэт» в древнеанглийском, сейчас называется «эт». Появилась добавлением черты к островной форме d. Обе буквы, ð и þ, передавали звук /θ/ и его аллофон [ð], но некоторые тексты имеют тенденцию использовать þ в начале слова, а ð в середине или конце. В некоторых современных изданиях ð заменяют на þ в целях стандартизации. |
| e     | e                               | /e/                                                                | |
| e     | ē                               | /eː/                                                               | Макрон используется в современных изданиях для обозначения долгой гласной. |
| ea    | ea                              | /æɑ̯/                                                               | После ċ или ġ может произноситься как /ɑ/. |
| ea    | ēa                              | /æːɑ̯/                                                              | Макрон используется в современных изданиях для обозначения долгого дифтонга. После ċ или ġ может произноситься как /ɑː/. |
| eo    | eo                              | /eo̯/                                                               | После ċ или ġ может произноситься как /o/. |
| eo    | ēo                              | /eːo̯/                                                              | Макрон используется в современных изданиях для обозначения долгого дифтонга. |
| f     | f                               | /f/, включая аллофон [v]                                           | |
| g     | g                               | /ɣ/, включая аллофон [ɡ] /ɡ/, включая аллофон [ɣ] (поздний период) | В древнеанглийских манускриптах, эта буква имела островную форму ᵹ. Палатализированные звуки записываются буквой ġ в современных изданиях. После n, /ɣ/ заменялся его аллофоном [ɡ]. В конце слова после /i/ произносился всегда /j/. В иных случаях надо знать историю конкретного слова, но /j/ чаще всего встречается перед и после гласных переднего ряда, за исключением /y/. В позднем древнеанглийском [ɡ] стал также произноситься в начале слова, став фонемой. |
| g     | ġ                               | /j/, включая аллофон [dʒ], который появляется после /n/            | В древнеанглийских манускриптах, эта буква имела островную форму ᵹ. Палатализированные звуки записываются буквой ġ в современных изданиях. После n, /ɣ/ заменялся его аллофоном [ɡ]. В конце слова после /i/ произносился всегда /j/. В иных случаях надо знать историю конкретного слова, но /j/ чаще всего встречается перед и после гласных переднего ряда, за исключением /y/. В позднем древнеанглийском [ɡ] стал также произноситься в начале слова, став фонемой. |
| h     | h                               | /x/, включая его аллофоны [h, ç]                                   | Сочетания hl, hr, hn и hw в начале слова могли указывать на оглушение второй согласной, при этом /h/ могла не произноситься. |
| i     | i                               | /i/, редко [j]                                                     | В отличие от других диалектов, в уэссекском писари предпочитали использовать ri, а не rg, для записи /rj/ в глаголах по типу herian. |
| i     | ī                               | /iː/                                                               | Макрон используется в современных изданиях для обозначения долгой гласной. |
| ie    | ie                              | /iy̯/                                                               | |
| ie    | īe                              | /iːy̯/                                                              | Макрон используется в современных изданиях для обозначения долгого дифтонга. |
| io    | io                              | /io̯/                                                               | К моменту первой прозы дифтонг /io̯/ совпал с /eo̯/ во всех диалектах, но не в нортумбрийском, где он держался до конца древнеанглийского периода. В раннем уэссекском диалекте диграф io обозначал дифтонг /eo̯/, но позднее он заменился на eo. |
| io    | īo                              | /iːo̯/                                                              | Макрон используется в современных изданиях для обозначения долгого дифтонга. |
| k     | k                               | /k/                                                                | Использовалась редко, обычно звук представлен буквой c. |
| l     | l                               | /l/                                                                | В конце слова, скорее всего, произносился аллофон [ɫ]. |
| m     | m                               | /m/                                                                | |
| n     | n                               | /n/, включая аллофон [ŋ]                                           | Перед k и ɡ был аллофон [ŋ]. |
| o     | o                               | /o/                                                                | |
| o     | ō                               | /oː/                                                               | Макрон используется в современных изданиях для обозначения долгой гласной. |
| oe    | oe, œ                           | /ø/                                                                | Этот звук есть только в англских диалектах. |
| oe    | ōe, œ̄                           | /øː/                                                               | Макрон используется в современных изданиях для обозначения долгой гласной. |
| p     | p                               | /p/                                                                | |
| qu    | qu                              | /kw/                                                               | Редкое написание звуков /kw/, которые обычно писались как cƿ или cw. |
| r     | r                               | /r/                                                                | Звук /r/ мог иметь аллофоны [ɹ], [ɾ] или [r]. |
| s     | s                               | /s/, включая аллофон [z]                                           | |
| sc    | sc                              | /sk/ (редко)                                                       | В начале слова практически всегда произносится палатализированный звук /ʃ/. Между гласными в середине слова мог произноситься удвоенный палатализированный звук /ʃː/ или непалатализированное сочетание /sk/. Непалатализированное сочетание произноситься, если во время палатализации после него стояла гласная заднего ряда: /ɑ/, /o/ или /u/. Надо знать историю конкретного слова, чтобы определить точное звучание. В конце слова палатализированный звук был коротким или длинным, если за ним была короткая гласная. Для обозначения палатализации, в современных изданиях над c ставится точка. |
| sc    | sċ                              | /ʃ/, /ʃː/ (между гласными)                                         | В начале слова практически всегда произносится палатализированный звук /ʃ/. Между гласными в середине слова мог произноситься удвоенный палатализированный звук /ʃː/ или непалатализированное сочетание /sk/. Непалатализированное сочетание произноситься, если во время палатализации после него стояла гласная заднего ряда: /ɑ/, /o/ или /u/. Надо знать историю конкретного слова, чтобы определить точное звучание. В конце слова палатализированный звук был коротким или длинным, если за ним была короткая гласная. Для обозначения палатализации, в современных изданиях над c ставится точка. |
| t     | t                               | /t/                                                                | |
| th    | th                              | /θ/                                                                | Диграф представлял звук /θ/ в самых ранних текстах. |
| þ     | þ                               | /θ/, включая аллофон [ð]                                           | Её название («торн») происходит от руны турисаз. В самых ранних текстах d и th использовались для записи фонемы, но потом они были заменены на þ и ð. Ð впервые появилась в VII веке, а þ в следующем. Ð была более распространена до времён Альфреда Великого. С тех пор тексты имеют тенденцию использовать þ в начале слова, а ð в середине или конце. В некоторых современных изданиях ð заменяют на þ в целях стандартизации. |
| u     | u                               | /u/, а также иногда /w/                                            | |
| u     | ū                               | /uː/                                                               | Макрон используется в современных изданиях для обозначения долгой гласной. |
| uu    | w                               | /w/                                                                | Чаще всего звук /w/ передавался буквой ƿ, но в самых ранних текстах, а также позже на севере, /w/ передавалась буквой u или сочетанием uu. В современных изданиях используют, чаще всего, только букву w, чтобы избежать путаницы с буквой p. |
| ƿ     | w                               | /w/                                                                | Чаще всего звук /w/ передавался буквой ƿ, но в самых ранних текстах, а также позже на севере, /w/ передавалась буквой u или сочетанием uu. В современных изданиях используют, чаще всего, только букву w, чтобы избежать путаницы с буквой p. |
| x     | x                               | /ks/                                                               | |
| y     | y                               | /y/                                                                | |
| y     | ȳ                               | /yː/                                                               | Макрон используется в современных изданиях для обозначения долгой гласной. |
| z     | z                               | /ts/                                                               | Редко используется для обозначения сочетания /ts/, например, слово betst «лучший» иногда писалось как bezt. |

Фрикативы /f/, /s/ и /þ/ при удвоении всегда глухие: [ff], [ss], [θθ].

## Литература

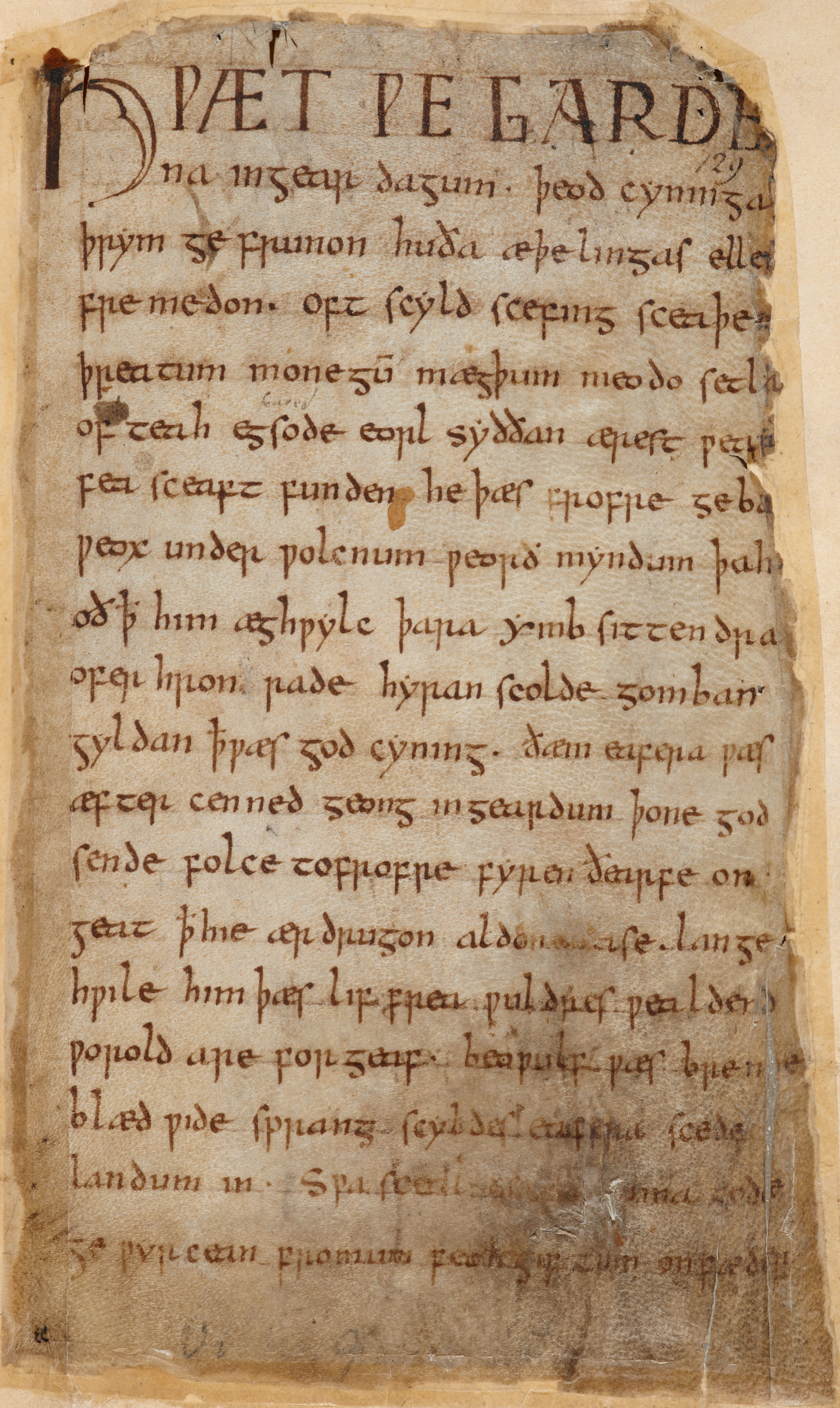
Первая страница эпической поэмы «Беовульф»

### Беовульф
Эпическая поэма «Беовульф» состоит из 3182 строк и, как и любая древнеанглийская поэзия, основана на ударении и аллитерации. Аллитерация является приёмом, при котором некоторые слова в строке начинаются с одинакового слога или звука, как например в пословице «Мели, Емеля, твоя неделя». Порядок слов «Беовульфа» нехарактерен для древнеанглийской прозы.
Далее приведены первые 12 строк поэмы, в которых описывается как легендарный потомок Хродгара, Скьёльд, был найден ребёнком, выброшенным на берег, и усыновлён благородной семьёй. Перевод является пословным, используются когнаты для погружения в задумку автора. В оригинале аллитерация выделена жирным шрифтом.
| Оригинал                               | Английский перевод                                                    | Русский перевод                                      |
| Hƿæt! ƿē Gār-Dena in ġeār-dagum,       | What! We of Gare-Danes (Spear-Danes) in yore-days,                    | Что! Мы, копье-даны, в былые времена                 |
| þēod-cyninga, þrym ġefrūnon,           | of thede (nation/people)-kings, did thrum (glory) frain (learn),      | о королей славе узнали,                              |
| hū ðā æþelingas ellen fremedon.        | how those athelings (noblemen) did ellen (zeal) freme (promote).      | как те вельможи стойкость показывали.                |
| Oft Scyld Scēfing sceaþena þrēatum,    | Oft did Scyld Scefing of scather threats (troops),                    | Часто Скьёльд Шефинг вредителей войск,               |
| monegum mǣġþum, meodosetla oftēah,     | of many maegths (clans), of mead-settees atee (deprive),              | множество кланов, медовых сидений лишал,             |
| egsode eorlas. Syððan ǣrest ƿearð      | [and] ugg (ugly) earls. Sith (since) erst (first) [he] worth (became) | [и] уродливых эрлов. С тех пор, как [он] впервые был |
| fēasceaft funden, hē þæs frōfre ġebād, | [in] fewship (destitute) found, he of this frover (comfort) abode,    | в нужде обнаружен, он в этом утешении жил,           |
| ƿēox under ƿolcnum, ƿeorðmyndum þāh,   | waxed under welkin (clouds), worthmint (honour) theed (throve)        | выращенный под облаками, [и среди] славы расцветал,  |
| oðþæt him ǣġhƿylc þāra ymbsittendra    | oth that (until that) him each of those umsitters (neighbours)        | до тех пор пока ему каждый из тех соседей            |
| ofer hronrāde hȳran scolde,            | over whale-road (sea) hear should,                                    | через китовую дорогу слышать должен был,             |
| gomban gyldan. Þæt ƿæs gōd cyning!     | [and] yeme (heed) yield. That was good king!                          | [и] послушанием платить. Это был хороший король!     |

Далее приведён свободный перевод на русский язык:
Что! Мы, копье-даны, в былые годы, слышали о славе королей, и о том как те вельможи стойкость проявляли. Часто Скьёльд Шефинг отбирал сиденья с мёдом у врагов и кланов. После своей нищеты, он нашёл в ней утешение. Он рос под облаками и расцветал под славой, пока каждый сосед за морем должен был слышать его и платить ему. Это был хороший король! 

### Отче наш
Текст молитвы «Отче наш» на раннем уэссекском диалекте:
| Оригинал                                                        | МФА                                                                                | Пословный перевод на английский                            | Пословный перевод на русский                             |
| --------------------------------------------------------------- | ---------------------------------------------------------------------------------- | ---------------------------------------------------------- | -------------------------------------------------------- |
| Fæder ūre þū þe eart on heofonum,                               | [ˈfæ.der ˈuː.re θuː θe æɑ̯rt on ˈheo̯.vo.num]                                        | Father Ours, thou which art in heavens,                    | Отче наш, ты, который еси на набесах,                    |
| Sīe þīn nama ġehālgod.                                          | [siːy̯ θiːn ˈnɒ.mɑ jeˈhɑːɫ.ɣod]                                                     | Be thine name hallowed.                                    | Да будет твоё имя священно.                              |
| Tōbecume þīn rīċe,                                              | [ˌtoː.beˈku.me θiːn ˈriː.t͡ʃe]                                                      | To be come [is] thine kingdom,                             | Да будет твоё королевство,                               |
| Ġeweorðe þīn willa, on eorðan swā swā on heofonum.              | [jeˈweo̯rˠ.ðe θiːn ˈwil.lɑ on ˈeo̯rˠ.ðan swɑː swɑː on ˈheo̯.vo.num]                   | Let there be thine will, on earth as in heavens.           | Да будет твоя воля, на земле как и на небесах.           |
| Ūrne dæġhwamlīcan hlāf sele ūs tōdæġ,                           | [ˈuːrˠ.ne ˈdæj.ʍɑmˌliː.kɑn hl̥ɑːf ˈse.le uːs toːˈdæj]                               | Our daily loaf sell us today,                              | Наш ежедневный хлеб дай нам сегодня,                     |
| And forġief ūs ūre gyltas, swā swā wē forġiefaþ ūrum gyltendum. | [ɒnd forˠˈjiy̯f uːs ˈuː.re ˈɣyl.tɑs swɑː swɑː weː forˠˈjiy̯.vɑθ uː.rum ˈɣyl.ten.dum] | And forgive us our guilts, as we forgiveth our guilters.   | И прости нам наши грехи, как мы прощаем нашим грешникам. |
| And ne ġelǣd þū ūs on costnunge, ac ālīes ūs of yfele.          | [ɒnd ne jeˈlæːd θuː uːs on ˈkost.nuŋ.ɡe ɑk ɑːˈliːy̯s uːs of ˈy.ve.le]               | And not lead thou us in temptations, but allay us of evil. | И не веди ты нас в искушение, но освободи нас ото зла.   |
| Sōðlīċe.                                                        | [ˈsoːðˌliː.t͡ʃe]                                                                    | Amen.                                                      | Воистину.                                                |

## Словари

### Ранние
Древнеанглийская лексикография берёт своё начало ещё в самом древнеанглийском периоде, когда писари писали глоссы над латинскими текстами. Сперва были маргиналии и глоссирование, но вскоре появились упорядоченные списки слов, называемые глоссариями. Со временем эти глоссарии собирались и располагались в алфавитном порядке, принимая характер словарей. В некоторых случаях глоссарии продолжали дополняться в среднеанглийский период.
Древнеанглийская лексикография была возрождена в Новое время, полагаясь на глоссарии самих англосаксов. Важной публикацией стал в своё время «Dictionarium Saxonico-Latino-Anglicum» Уильяма Сомнера. В 1838 году вышел важный «Англосаксонский словарь» Джозефа Босворта.

### Современные
В настоящее время пользуются авторитетом следующие издания:
- «Словарь древнеанглийского» Ангуса Кэмерона (с 1983). В данное время выпускается онлайн на сайте https://www.doe.utoronto.ca и покрывает буквы с A по I.
- «Англосаксонский словарь» Джозефа Босворта (1898). Главный исследовательский словарь древнеанглийского.
- «Краткий англосаксонский словарь» Джона Ричарда и Кларк Холла (1969). Иногда более точен, чем словарь Джозефа Босворта.
- «Тезаурус древнеанглийского языка в двух томах» Робертса Джейн и Кристиан Кей. Основан на словаре Джозефа Босворта, используя структуру «Тезауруса Роже».

«Оксфордский словарь английского языка», «Словарь среднеанглийского языка», «Словарь древнего шотландского языка» и «Исторический тезаурус английского языка» хоть и относятся к другим периодам, но имеют важный древнеанглийский материал.

## Современное наследие
Как и другие мёртвые языки, учёные и энтузиасты используют древнеанглийский, чтобы создавать тексты, имитирующие древнеанглийскую литературу, или для того, чтобы передавать его в другой культурный контекст, как, например, это делали Алистер Кэмпбелл или Джон Толкин.
Некоторые веб-сайты, посвящённые неоязычеству и исторической реконструкции, предлагают справочные материалы и форумы, пропагандируя активное использование древнеанглийского. Также есть древнеанглийский раздел Википедии. Однако исследование установило, что множество новых древнеанглийских текстов в сети имеют мало чего общего с исходным языком и имеют много простейших грамматических ошибок.